# Sarthal
Sarthal fou un estat tributari protegit, una thikana feudataria de Jhalawar a la Rajputana. Thakur Onad Singh o Anar Singh, fill de Raj Singh d'Ahor a Marwar va rebre l'estat d'Harigarh el 1806, i el 1815, el de Sarthal, per cessió de Maharao Ummed Singh de Kotah; quan el maharaja Chhatar Singh el va convidar a anar a Jodhpur el 1817, va deixar l'estat al seu fill petit Kunwar Prem Singh (el gran va succeir a Ahor). En la partició de Kotah, Sarthal va quedar dins Jhalawar.

## Llista de thakurs
- Thakur Onad Singh 1815-1817
- Thakur Prem Singh 1817-? (fill)
- Thakur Vijai Singh ?-1888 (fill adoptiu)
- Thakur Shivdan Singh 1888-? (fill)
- Thakur Deep Singh ?-? (fill)
- Thakur Jayendra Singh ?-1954 (fill)